# Monanchora viridis
Monanchora viridis är en svampdjursart som först beskrevs av Kieschnick 1900.  Monanchora viridis ingår i släktet Monanchora och familjen Crambeidae. Inga underarter finns listade i Catalogue of Life.